# Kopiec Prusaków
Kopiec Prusaków – kopiec usypany w miejscu będącym zbiorową mogiłą żołnierzy pruskich, poległych w bitwie pod Szczekocinami 6 czerwca 1794 roku. 
Jest jednym z trzech kopców usypanych w różnych rejonach bitwy; pozostałe kopce to kopiec Kościuszki w Chebdziu i kopiec Kosynierów (Grochowskiego).